# 氯乙酸钾
氯乙酸钾是一种氯乙酸盐，化学式为ClCH2COOK，它可以和氧化汞反应。它的酸式盐KH(ClCH2COO)2是已知的。

## 制备
氯乙酸钾可由氯乙酸乙烯酯和苯酚钾在无水甲醇中反应得到。它也可由氯乙酸和氢氧化钾反应制得。